# Femme à la guitare (Braque)
Pour les articles homonymes, voir Femme à la guitare.
Femme à la guitare est un tableau peint par Georges Braque en 1913 à Sorgues. Cette toile à l'huile et au fusain est le portrait cubiste d'une femme guitariste. Elle est conservée au musée national d'Art moderne, à Paris.

## Expositions
- Le Cubisme, Centre national d'art et de culture Georges-Pompidou, Paris, 2018-2019.